# Stéphane Bruey
Stéphane Bruey (1 de desembre de 1932 - 31 d'agost de 2005) fou un futbolista francès d'ascendència polonesa.

## Selecció de França
Va formar part de l'equip francès a la Copa del Món de 1958.